# Rohena Gera
Rohena Gera (ur. 12 lutego 1973 w Pune) – indyjska reżyser i scenarzystka filmowa.

## Kariera
Jest absolwentką Uniwersytetu Stanforda oraz Sarah Lawrence College w Yonkers. W 2003 zadebiutowała scenariuszami do indyjskiej wersji Brzyduli (Jassi Jaissi Koi Nahin). Była też współautorką scenariusza do melodramatu Nie mów nikomu (2003, reż. Rohan Sippy). W 2008 była autorką scenariusza do indyjskiej komedii „Odrobina miłości, odrobina magii” (reż. Kunal Kohli). W 2018 wyreżyserowała nakręcony w oparciu o autorski scenariusz film Sir, nominowany do nagrody również w Polsce podczas Warszawskiego Międzynarodowego Festiwalu Filmowego w 2018 roku.